# Niwki (województwo podkarpackie)
Niwki – osada w Polsce położona w województwie podkarpackim, w powiecie lubaczowskim, w gminie Horyniec-Zdrój.
W latach 1975–1998 miejscowość administracyjnie należała do województwa przemyskiego.
Wierni Kościoła rzymskokatolickiego należą do parafii Niepokalanego Poczęcia Najświętszej Maryi Panny w Horyńcu-Zdroju.